# Музейная улица (Владимир)
Музейная улица — короткая, около 300 м, улица в историческом центре города Владимир. Проходит от Большой Московской улицы до улицы Володарского.

## История
Историческое название — Троицкий переулок — улица получила по расположенной на улице Троицкой церкви. В 1740 году прежняя деревянная церковь XVII века была заменена новой каменной.
Современное название улица получила по Владимирскому краеведческому музею, с установлением советской власти разместившемуся в бывшем доме купца Андрея Никитина (ныне — д. 1, второе, «белое» здание музея, наряду с «красным» — Историческим музеем). В здании 1848 года постройки размещались экспозиции отделов природы, дореволюционного прошлого, истории советского периода, картинная галерея, фондохранилище, библиотека, кабинеты и частично — квартиры сотрудников. С началом Великой Отечественной войны «белое» здание музею пришлось освободить, в нём разместилась воинская часть, впоследствии здание использовалось по другим назначениям.
18 сентября 1991 года на 14 сессии Владимирского городского Совета народных депутатов была утверждена Программа топонимической реставрации города Владимир, в том числе список улиц, чьи исторические названия подлежат восстановлению, улица Музейная в их числе.

## Достопримечательности
- д. 1 — бывший дом Никитина (1838,  памятник архитектуры)
- д. 2 — бывшее подворье Боголюбовского духовенства (1876,  памятник архитектуры)
- д. 3 — Земское арестантское отделение ( памятник архитектуры)
- д. 8 — Церковь Троицы Живоначальной ( памятник архитектуры)
- д. 8 — Келья привратника[3] ( памятник архитектуры) с муралом с изображением семьи российского императора Николая II.

## Известные жители
- д. 1 — купец Андрей Никитин, построивший водопровод во Владимире[4]